# 马恩迪达布瓦利
马恩迪达布瓦利（Mandi Dabwali），是印度哈里亚纳邦Sirsa县的一个城镇。总人口53812（2001年）。

## 人口
该地2001年总人口53812人，其中男性28309人，女性25503人；0—6岁人口6869人，其中男3833人，女3036人；识字率64.80%，其中男性为70.25%，女性为58.75%。